# فارنام، کبک

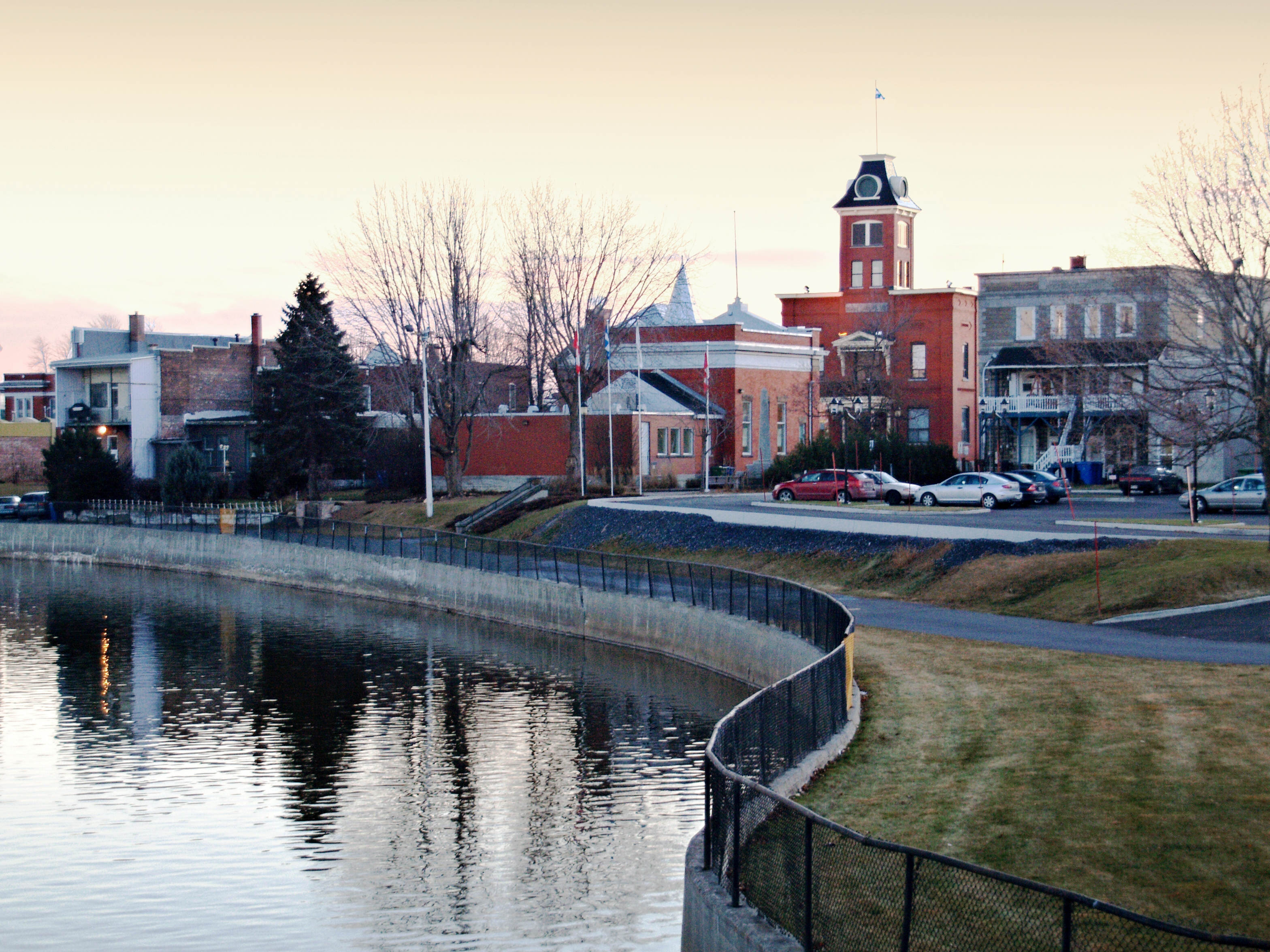
نمایی از شهرک فارنام در استان کبک کانادا - ۲۰۰۸

فارنام (به فرانسوی: Farnham) شهرکی در منطقه شهری بروم-میسیسکوا ناحیه مونترژی در استان کبک کانادا است. در سرشماری سال ۲۰۱۱ این شهرک ۷٬۹۲۲ نفر جمعیت داشته‌است و مساحت آن ۹۲٫۵۳ کیلومتر مربع است.